# Qoryooley
Qoryooley (en somalí: Qoryooley, en árabe: قوريولي) es una ciudad que se localiza al sur de Somalia. Se encuentra dentro de la región de Shabeellaha Hoose, a orillas del Río Shebelle y posee una altura de sesenta y dos metros por sobre el nivel del mar.

## Población
Qoryooley tiene una población estimada en unos 53.800 habitantes, según cifras del año 2007. Esta ciudad es la sede del distrito de Qoryooley, que cuenta con una población total de 134.205 habitantes, siendo éste el más densamente poblado de toda la región administrativa.

## Historia
La ciudad es la sede del Sultanato de Jiidu (Jiddu). Tenía una población de alrededor de 4.000 a 5.000 habitantes hacia fines de la década de 1970. Sin embargo, durante la década de 1980, unos 20.000 refugiados provenientes de Etiopía, principalmente de las regiones de Ogaden y Oromo, que huían de la guerra de Ogaden y de la guerra civil etíope, se establecieron en esta localidad del sur de Somalia. Esto generó una crisis alimentaria que fue atendida por el gobierno somalí como por las Naciones Unidas, dando lugar al programa Qoryooley Refugee Agriculture Project. 
Cuando estalló la Guerra Civil Somalí el 26 de enero de 1991, la ciudad de Qoryooley dejó de estar bajo dominio de un gobierno central y pasó por manos de distintas grupos insurgentes y terroristas. Tras 23 años, el gobierno somalí se hizo del control de la ciudad nuevamente el 22 de marzo de 2014, luego de una operación militar conjunta entre las Fuerzas Armadas de Somalia y las fuerzas de la AMISOM.